# Lešek II. Črni
Lešek II. Črni (poljsko Leszek Czarny) je bil poljski plemič iz dinastije Pjastov, od leta 1261 vojvoda Sieradza, od leta 1267 vojvoda Łęczyce, v letih 1273-1278 vojvoda Sandomierza in od leta 1279 do svoje smrti veliki vojvoda Poljske, * okoli 1241, Brześć Kujawski, † 30. september 1288, Krakov.

## Zgodnja leta
Lešek je bil najstarejši sin vojvode Kazimirja I. Kujavskega in njegove druge žene Konstance, hčerke Henrika II. Pobožnega iz šlezijske veje dinastije Pjastov. Njegov vzdevek Črni (latinsko Niger) se je prvič pojavil v 14. stoletju v Kroniki Dzierzwy, verjetno zaradi temnih las.
Leta 1257 mu je umrla mati in kmalu zatem se je oče poročil z Eufrozino, hčerko Kazimirja I. Opolskega. Lešekova mačeha je s svojimi poskusi pridobitve ozemeljskih ugodnosti za lastne otroke kmalu povzročila spore v družini. Najstarejši med njimi je bil bodoči poljski kralj Vladislav I. Komolec. Njegovi interesi so bili v škodo Lešeka in njegovega mlajšega brata Zjemomisla. Nekatere kronike so Eufrozino celo obtožile, da je poskušala zastrupiti oba pastorka. Lešek in Zjemomisl sta se leta 1261 uprla svojemu očetu in mačehi, vendar se o sodelovanju Zjemomisla v zgodovinopisju če razpravlja. Upor je sprva propadel, ker jima je odreklo podporo lokalno plemstvo, nezadovoljno z njuno avanturistično politiko. Lešek je kljub temu s pomočjo koalicije, sestavljene z Boleslavom V. Sramežljivim in Sjemovitom I. Mazovskim, sčasoma prisilil svojega očeta, da mu je dal okrožje Sieradz kot samostojno vojvodino.

## Vojvoda Sieradza
Lešekova vladavina v Sieradzu je trajala od leta 1261 do 1279. Njegova nova vojvodina je nastala na manj poseljenem delu države. Kolonizacijska politika, ki jo je vodil, vključno z ustanovitvijo mest Nowa Brzeźnica, Lutomiersk, Wolbórz in Radomsko, in tesno sodelovanje s Cerkvijo sta počasi spremenila njeno  podobo.
Leta 1267 je Lešekov oče umrl in svoja posestva zapustil svojim petim sinovom. Lešek je kot najstarejši sin k Sieradzu dodal samo Łęczyco. Leto kasneje so se meščani Inowrocława uprli Zjemomislovi pronemški politiki in pozvali Boleslava Pobožnega za svojega novega vladarja. Zjemomisl se je uspel obdržati na oblasti do leta 1271, ko je Boleslav končno vdrl v vojvodino in ga prisilil v beg. Boleslav je Inowrocław obdržal dve leti do leta 1273, ko ga je nepričakovano predal Lešeku. Lešekova vladavina v tej vojvodini je trajala do leta 1278, ko jo je po srečanju v Lądu 24. avgusta in posredovanju velikopoljskega vojvode Przemisla II. vrnil svojemu bratu.

## Posvojitev
Lešek je po svoji politični osamosvojitvi leta 1261 hitro vzpostavil dobre odnose z Boleslavom V. Sramežljivim, vladarjem Krakova in Sandomierza. Z njim se je prvič srečal leta 1260 na pohodu proti Češkemu kraljestvu, ki je bil del širše akcije med ogrsko-češko vojno za babenberško dediščino. Lešekova udeležba v vojni proti Češki in njenima zaveznikoma Henriku IV. Pravičnemu in Vladislavu Opolskemu se je nadaljevala, posebno intenzivno med letoma 1271-1273.
Boleslav V. ni imel otrok. Zaradi tesnega sodelovanje z njim je Lešek pričakoval, da bo postal Boleslavov  dedič, in Boleslav ga je zato leta 1265 uradno posvojil. Vojvoda Vladislav Opolski se s posvojitvijo ni strinjal in osem let kasneje organiziral vojaški pohod na Krakov. 4. junija 1273 je prišlo do bitke pri Bogucinu Malem, v kateri je bila opolsko-racibórska vojska poražena. Konec oktobra je Boleslav izvedel povračilni pohod v Opole-Racibórz. Njegova vojska je bila premajhna za popoln uspeh in je opustošila le nekaj območij vojvodine. Leta 1274 sta se Vladislav Opolski in Boleslav Sramežjivi odločila skleniti mir, po katerem se je prvi odpovedal svojim zahtevam po krakovskem prestolu v zameno za nekaj ozemlja ob meji svoje vojvodine do reke Skawinke.
Leta 1265 se je Lešek poročil z Grifino, znano tudi kot Agripina, hčerko ruriškega kneza Rostislava Mihajloviča, bana Slavonije in vojvode Mačve. Zveza je bila precej nesrečna. Leta 1271 je izbruhnil škandal, ko je Grifina pobegnila v Krakov in svojega moža javno obtožila impotence ter dodala, da zaradi tega njun zakon ni bil nikoli zaužit. Do sprave je prišlo štiri leta kasneje po posredovanju Boleslava Sramežljivega  in njegove žene Kinge. Grifina se je 6. avgusta 1275 vrnila k svojemu možu. Lešek se je nato odločil, da se bo zdravil pri znanem zdravniku Mikołaju iz Krakova. Zdravnikov  recept je vključeval uživanje žab in kač. V Roczniku Traski je zapis, da je "pomanjkanje potomcev povzročilo veliko gnusobo v narodu". Lešek in Grifina nikoli nista imela otrok.

## Vojvoda Krakova
7. decembra 1279 je Boleslav Sramežljivi umrl.  Vojvodini Krakov in Sandomierz je v skladu z njegovimi željami podedoval Lešek II., ki je hkrati postal novi veliki  vojvoda Poljske. Prenos oblasti  je potekal brez večjih težav, čeprav je bil Lešek verjetno prisiljen na formalno izvolitev za krakovskega vojvodo.
Začetek njegove vladavine žal ni bil miren. Leon I. Galicijski je s pomočjo češkega kralja Venčeslava II. načrtoval pohod na Krakov. S pomočjo Litovcev, Tatarov in nekaterih ruskih kneževin je Leon februarja 1280 vdrl v Lublin, prečkal Vislo in oblegal Sandomierz, ki se je uspel obraniti. Lešek je do takrat uspel zbrati dovolj sil, da je invazijo ustavil. Zadnja bitka se je zgodila 23. februarja pri Goźlicah, kjer so poljske sile pod poveljstvom krakovskega vojvode Petra in sandomierskega vojvode Januša prisilile Leonovo vojsko v beg. Kasneje istega leta je Lešek organiziral povračilni pohod in požgal in uničil obmejna območja do Lvova.
Naslednje leto je Lešek napadel Vroclavsko vojvodino, ki je pripadala Henriku IV. Pravičnemu. Napad je bil odgovor na aretacijo Lešekovega zaveznika Przemisla II. po sestanku,  verjetno v Baryczu. Napad mu, razen obilnega plena, ni prinesel pričakovanega rezultata.
Tudi naslednja leta niso bila mirna. Leta 1282 so v Lublin vdrli  Jatvingi in izropali več vasi. Nepričakovan napad jim je omogočil prodor do Łopiennika Górnjega. Leszek je po začetnem presenečenju uspel napadalce odbiti in zasledovati preko reke Narew in se z njimi spopasti v krvavi bitki. Poraz Jotvingov je pomenil uničenje bojne moči njihovega plemena. Leto pozneje so povračilni pohod izvedli Litovci, vendar jih je Lešek v bitki pri Rowinyju premagal.

## Spor s krakovskim škofom
Lešekov položaj v Krakovu-Sandomierzu kljub vsem vojaškim zmagam ni bil tako močan, kot bi želel. Skoraj vso svojo vladavino se je moral boriti z notranjo opozicijo. Njegova glavna nasprotnika sta bila krakovski škof Paveł iz Przemykówa  in sandomierski vojvoda Januš Starża. Spor s škofom Pavlom se je začel v zgodnjih 1280. letih, ko Lešek II. ni hotel odobriti škofove široke imunitete. V tem sporu je imela pomembno vlogo tudi Boleslavova vdova Kinga Ogrska, ki je v moževi oporoki dobila za  dediščino okrožje Stary Sącz. Ker je bilo okrožje ob cesti proti Ogrski, je bilo strateško pomembno in Lešek II. je menil, da je preveč dragoceno, da bi bilo v njenih rokah. Drugi motiv je bil morda ta, da je želel to okrožje dati svoji ženi Grifini. Med leti 1282-1283 je spor dosegel najbolj dramatično fazo, ko je bil škof Pavel, goreč podpornik Kingine pravice, po srečanju v Łagówandu aretiran in zaprt v Sieradzu. Krakovski škof je bil osvobojen šele po zaslugi vztrajnega posredovanja poljske cerkve. Končna poravnava spora  je bila podpisana 30. novembra 1286, ko se je Lešek strinjal, da bo škofu Pavlu plačal 3000 griven kot nadomestilo za povzročeno škodo, vrnil njegovo lastnino in priznal škofove privilegije.

## Upor plemstva
Lešekovo vladanje je naletelo tudi na nasprotovanje lokalnega plemstva, kar je bilo presenetljivo glede na to, da mu je večkrat služilo na  njegovih pohodih. Prvi upor se je zgodil leta 1282, ko je vojvoda Januš Starża, izkoristil Lešekovo odsotnost in dal trdnjavi Sandomierz in Radom Konradu II. Čerskemu. Upor je bil hitro zatrt, če je do njega sploh prišlo. 
Do resnejšega upora je prišlo tri leta kasneje, aprila 1285, ko so se uprli sandomjerski vojvoda Oton Toporczyk, nekdanji vojvoda in zdaj krakovski kaštelan Januš Starża in krakovski vojvoda Żegota. Upor je Lešeka II. presenetil in ga prisilil na beg na Ogrsko. Na Lešekovo srečo Konradu II., kandidatu za Lešekovega naslednika, ni uspelo zavzeti gradu Wawel, ki so ga branili Lešeku zvesti meščani pod vodstvom velike vojvodinje Grifine. 3. maja 1285 je prišlo do odločilne bitke pri Bogučicah, v kateri je Lešek II. s pomočjo Madžarov dosegel veliko zmago in prisilil upornike, da so zapustili državo. Lešek II. je po zmagi  spremenil svojo politiko, tako da je bilo stanje do konca njegove vladavine bolj stabilno.

## Zadnja leta
V letih 1287-1288 je prišlo do tretje invazije Mongolov v Malopoljsko, ki sta jo vodila Nogaj Kan in Talabuga. Njune sile so bile  ob podpori nekaterih kneževin Kijevske Rusije prevelike, da bi se z njimi soočili v neposrednem boju, zato so se plemstvo in prebivalstvo zatekli v trdnjave. Lešek je odpotoval na Ogrsko prosit za pomoč. Malopoljska je bila tokrat bolje pripravljena na mongolsko invazijo kot na prejšnji dve. Imela je nekaj več trdnjav, uničenje pa je bilo kljub temu precejšnje.
Domneva se, da je Lešek II. sprožil proces za združitev Poljske. Po teoriji zgodovinarja Oswalda Balzerja je Lešek II. leta 1287 ali približno takrat organiziral prvo koalicijo pjastovskih vojvod, ki so jo sestavljali  Henrik IV. Pravi, Przemisl II., Henrik III. Głogówski in on sam. Njegovo teorijo je sodobno zgodovinopisje zavrnilo zaradi znanih Lešekovih slabih odnosov z vsemi tremi v tem obdobju. Po drugi strani bi lahko bila navidezna nacionalna enotnost posledica naraščajočega kulta svetega Stanislava Szczepanówskega.
Lešek je umrl 30. septembra 1288 v Krakovu in bil pokopan v tamkajšnji dominikanski cerkvi Svete Trojice. Po njegovi smrti je izbruhnil silovit spor med glavnimi pjastovskimi vladarji za Seniorsko provinco. Sčasoma je novi veliki vojvoda leta 1289  postal Henrik IV. Pravi. Zaradi njegove nenadne smrti leto kasneje je Seniorska provinca prešla na Przemisła II. Slednji je bil kmalu zatem (1291) odstavljen v imenu češkega kralja Venčeslava II., ki je zahteval Poljsko. Ker za vladanje ni imel pravne podlage, je Venčeslav II. od svoje tete, vdove vojvodinje Grifine, uspel pridobiti dokument, po katerem mu je prepustila okrožje Stary Sącz, ki ga je dobila kot dediščino, vanj pa je bila v dvomljivih okoliščinah vključena tudi Seniorska provinca.

## Vira
- Michał Szuster. Leszek II Czarny. Poczet władców Polski i Rzeczypospolitej.
- Maciej Włodarski. Wstęp. V: Średniowieczna poezja łacińska w Polsce. Wrocław: Zakład Narodowy im. Ossolińskich, 2007, s. XLVI. ISBN 978-83-04-04605-4.

| Lešek II. Črni PjastiRojen: okoli 1241 Umrl: 30. september 1288 |                                                  |                                  |
| Vladarski nazivi                                                |                                                  |                                  |
| Predhodnik: Boleslav V. Sramežljivi                             | Veliki vojvoda Poljske Vojvoda Krakova 1279–1288 | Naslednik: Henrik IV. Pravični   |
| Predhodnik: Boleslav V. Sramežljivi                             | Vojvoda Sandomierza 1279–1288                    | Naslednik: Boleslav II. Mazovski |
| Predhodnik: Kazimir I. Kujavski                                 | Vojvoda Sieradza 1261–1288                       | Naslednik: Vladislav I. Kratki   |
| Predhodnik: Kazimir I. Kujavski                                 | Vojvoda Łęczyce 1267–1288                        | Naslednik: Kazimir II. Lečiški   |
| Predhodnik: Boleslav Pobožni                                    | Vojvoda Inovroclava 1273–1278                    | Naslednik: Zjemomisl Kujavski    |